# Catherine Malfitano
Catherine Malfitano (nascuda a Nova York el 18 d'abril de 1948) és una soprano i directora d'òpera nord-americana. Malfitano és filla d'una mare ballarina, Maria Maslova, i d'un pare violinista, Joseph Malfitano. Va assistir a la High School of Music and Art i va estudiar al Frank Corsaro Studio i a la Manhattan School of Music, on es graduà el 1971. Sovint esmenta que va ser rebutjada a The Juilliard School.

## Carrera operística
Malfitano va debutar com a cantant professional l'any 1972 a la Central City Opera interpretant el paper de Nannetta a Falstaff, de Verdi. Aviat va aparèixer amb Minnesota Opera, on va cantar a l'estrena mundial de Transformations, de Conrad Susa i, el 1974 a l'Òpera de la ciutat de Nova York, a La bohème, com a Mimi. Després va aparèixer amb la Lyric Opera of Chicago (1975) i a la Royal Opera House (1976) i en altres grans teatres d'òpera europeus: el 1974 fent la Susanna en una nova producció de Le nozze di Figaro a The Holland Festival, el 1976 la Servilia en una nova producció de La Clemenza di Tito al Festival de Salzburg. El 1978, Malfitano va aconseguir un reconeixement més ampli en una retransmissió de The Saint of Bleecker Street de NYCO, de Gian Carlo Menotti, interpretant Annina, així com Rose a Street Scene de Kurt Weill a Live from Lincoln Center el 1979.
Des de llavors, Malfitano ha cantat als principals teatres d'òpera del món, com ara el Metropolitan Opera de Nova York, el Teatro alla Scala de Milà, la Royal Opera House de Londres, el Théâtre du Châtelet de París, el Théâtre Royal de la Monnaie de Brussel·les, el Grand Théâtre de Genève de Ginebra, el Teatro Comunale de Florència, el Gran Teatre del Liceu de Barcelona, l'Òpera Estatal de Berlín, la Wiener Staatsoper de Viena, la Bayerische Staatsoper de Múnic, l'Òpera de París, l'Hamburgische Staatsoper d'Hamburg, l'Òpera De Nederlandse d'Amsterdam i l'Òpera Lírica de Chicago, l'Òpera de San Francisco, l'Òpera de Los Angeles, la Gran Òpera de Houston i el Festival de Salzburg.
Un dels papers més coneguts de Malfitano és el paper principal a l'òpera Tosca, pel qual va guanyar un premi Emmy el 1992, interpretant el seu paper al costat de Plácido Domingo com a Mario Cavaradossi i Ruggero Raimondi com a Scarpia. L'òpera es va retransmetre en directe des dels escenaris romans reals de l'òpera i la van veure els espectadors de tot el món. També s'associa amb el paper principal a Salomé, de Richard Strauss, sobretot per interpretar la "Dansa dels set vels" en què acaba completament nua, una raresa a l'òpera. També va ser Jenny a Aufstieg und Fall der Stadt Mahagonny, de Kurt Weill (Ascens i caiguda de la ciutat de Mahagonny).
Al llarg de la seva carrera, Malfitano ha defensat la música de compositors nord-americans, com Carlisle Floyd, William Bolcom, Conrad Susa i Thomas Pasatieri.
El 2005, Malfitano va començar una segona carrera com a directora d'òpera, amb una Madama Butterfly per a la Central City Opera (la companyia amb la qual havia debutat com a cantant professional el 1972). Des de llavors, ha creat produccions per a La Monnaie, la Florida Grand Opera, l'Òpera Nacional de Washington, el programa Merola de l'Òpera de San Francisco, l'Òpera Nacional Anglesa, l'Òpera Lyric de Chicago i la Canadian Opera Company.
Actualment és membre de la facultat de veu de l'Escola de Música de Manhattan (Manhattan School of Music), juntament amb Cynthia Hoffmann, Edith Bers, Marlena Malas i altres.

## Repertori
Ha cantat més de 70 papers al llarg de la seva carrera i continua afegint-ne més al seu repertori, que inclou:
| Compositor                | Òpera                                 | Rols                                                             |
| ------------------------- | ------------------------------------- | ---------------------------------------------------------------- |
| Richard Strauss           | Salome                                | Salome                                                           |
| Claudio Monteverdi        | L'incoronazione di Poppea             | Poppea                                                           |
| Francesco Cavalli         | L'Ormindo                             | Erisbe                                                           |
| Gian Carlo Menotti        | El Sant de Bleecker Street            | Annina                                                           |
| Christoph Willibald Gluck | Orfeo i Eurídice                      | Eurídice                                                         |
| Kurt Weill                | Die Dreigroschenoper                  | Polly Peachum                                                    |
| Kurt Weill                | Escena de carrer                      | Anna Maurrant i Rose                                             |
| Kurt Weill                | Aufstieg und Fall der Stadt Mahagonny | Jenny Smith                                                      |
| Gaetano Donizetti         | Lucia di Lammermoor                   | Lucia                                                            |
| Engelbert Humperdinck     | Hänsel i Gretel                       | Gretel                                                           |
| Ludwig van Beethoven      | Fidelio                               | Marzelline i Leonore                                             |
| Francis Poulenc           | Les Mamelles de Tirésias              | Teresa                                                           |
| Wolfgang Amadeus Mozart   | Die Entführung aus dem Serail         | Constança                                                        |
| Wolfgang Amadeus Mozart   | La clemenza di Tito                   | Servillia                                                        |
| Wolfgang Amadeus Mozart   | Le nozze di Figaro                    | Susanna                                                          |
| Wolfgang Amadeus Mozart   | Don Giovanni                          | Zerlina i Donna Elvira                                           |
| Samuel Barber             | Antoni i Cleòpatra                    | Cleòpatra                                                        |
| Dmitri Xostakóvitx        | Lady Macbeth del districte de Mtsensk | Katerina Lvovna Izmailova                                        |
| Gioachino Rossini         | Il Turco a Itàlia                     | Fiorilla                                                         |
| Leoš Janáček              | The Makropulos Affair                 | Emilia Martí                                                     |
| Leoš Janáček              | Jenůfa                                | Kostelnička Buryjovka                                            |
| Jacques Offenbach         | Les Contes d'Hoffmann                 | Els tres papers femenins principals (Olympia, Antònia, Giuletta) |
| Giacomo Puccini           | El tabarro                            | Giorgetta                                                        |
| Giacomo Puccini           | Suor Angélica                         | Sor Angèlica                                                     |
| Giacomo Puccini           | Gianni Schicchi                       | Laureta                                                          |
| Giacomo Puccini           | Tosca                                 | Floria Tosca                                                     |
| Giacomo Puccini           | La bohème                             | Mimi                                                             |
| Giacomo Puccini           | Madama Butterfly                      | Cio-Cio-San                                                      |
| Jules Massenet            | Manon                                 | Manon                                                            |
| Giuseppe Verdi            | Macbeth                               | Lady Macbeth                                                     |
| Giuseppe Verdi            | La traviata                           | Violetta Valery                                                  |
| Giuseppe Verdi            | Stiffelio                             | Lina                                                             |
| Guillem Bolcom            | Una vista des del pont                | Beatrice                                                         |
| Alban Berg                | Lulu                                  | Lulu                                                             |
| Alban Berg                | Wozzeck                               | Marie                                                            |
| Charles Gounod            | Romeu i Julieta                       | Julieta                                                          |

- Catherine Malfitano, Joseph Malfitano Música per a veu i violí, MHS/Musical Heritage Society Inc., 1974.
- Gounod Roméo et Juliette, EMI, 1983
- Monteverdi L'incoronazione di Poppea, Poppea, CBS, 1985
- Richard Strauss Salomé, Polygram, 1995.
- Puccini Tosca, Teldec, 1996.
- Rossini Stabat Mater, EMI/Àngel/Verge, 1996.
- Christoph Willibald Gluck Orfeo ed Euridice, Gala, 2000.
- William Bolcom A View from the Bridge, New World, 2001.

### Vídeo
- Blue Moon Cat: Catherine Malfitano Live at Joe's Pub , Video Arts International, 2001
- Songs My Father Taught Me, Video Arts International, 2002
- Gala del centenari de la Metropolitan Opera (1983), Deutsche Grammophon, 00440-073-4538, 2009
- Gala del 25è aniversari de l'Òpera Metropolitana de James Levine (1996), DVD de Deutsche Grammophon, B0004602-09, 2005
- Verdi Stiffelio (1993), Opus Arte DVD, OA R3103 D, 2008
- Puccini Tosca (1992), Teldec Warner Classics DVD/BR, 2564-64529-2